# HMS Royal George (1756)
La HMS Royal George è stata un vascello di prima classe da 100 cannoni della Royal Navy, costruito nei cantieri di Woolwich secondo i disegni specifici del 1745, ed è stato varato il 18 febbraio 1756. È affondato a Spithead il 29 agosto 1782 con la perdita di più di 800 vite.

## Servizio
Ordinato il 29 agosto 1746 come Royal Anne, e ribattezzato Royal George durante la sua costruzione, al momento del varo nel 1756 era la nave più grande del mondo. Ha servito nella Guerra dei sette anni, unendosi alla Channel Fleet (la flotta nel canale della Manica) agli ordini dell'ammiraglio Sir Edward Hawke, trascorse la maggior parte del 1759 al largo di Brest bloccando la flotta francese. Ai primi di novembre dello stesso anno, quando l'HMS Ramillies, l'ammiraglia di Hawke andò in darsena per riparazioni, Hawke spostò la sua bandiera sul Royal George, che divenne la sua nuova nave ammiraglia, giusto in tempo per prender parte alla battaglia della baia di Quiberon, il 20 novembre 1759, dove affondò la francese Superbe.
Il suo disarmo era previsto per il 1763-1778, quando venne rimesso a servire nella guerra d'indipendenza americana. Nel gennaio del 1780 ha preso parte alla battaglia di Capo San Vincenzo mentre prestava servizio nella Channel Fleet.